# Алі Бей аль-Кабір
Алі-бей аль-Кабір (1728 — 8 травня 1773) — султан Єгипту в 1770—1773 роках. Мав прізвиська Джинн Алі (Алі-джин) і Булут Капан (Виловлювач хмар).

## Життєпис
За походженням був грузином із родини Мгебришвілі. Син священника православної церкви. Народився 1728 року в Абхазії чи Менгрелії, отримавши ім'я Йосип. Йому було 13 років, коли його викрали і продали в полон. Хлопчика купив мамлюк грузинського походження Ібрагім-катхюда (очільник клану аль-Каздаглія). Йосип був навернений в іслам і дістав нове ім'я Алі. Згодом допомагав названому батькові в боротьбі за владу, яку той здобув у 1744 році, ставши фактичним правителем Єгипту.
У 1754 році після смерті Ібрагіма-катхуди, брав участь у змові проти Ридвана-катхуди з клану аль-Джалфія, який претендував на панування. У 1755 році Ридван-бей загинув. Невдовзі завдано нищівного розгрому клану Джалфія. За цим долучився до боротьби всередині клану аль-Каздаглія — між гілкамі Тавілія (Алі-беєм), Хасанія (на чолі з Абд ар-Рахман-беєм та Сулейман-агою) та Сулейманія (Алі-беєм). У 1756 році брав участь у  поваленні Осман-бея аль-Джирджаві.
У 1757 році став шейх ал-баладом (правителем держави), поваливши Хусейна ас-Сабунджи. Втім вимушений ще до 1760 року доводити свою першість серед беїв аль-Каздаглії. Водночас нещадно боровся з сепаратизмом бедуїнських племен. Також боровся зі впливовими оджаками яничарів і абазів. Підкорено Верхній Єгипет (санджак Гірг), що до того мав певну автономію. 1762 року повалений амір аль-хаджем Абд ар-Рахман-беєм (голови підклану Хасанія з клану аль-Каздаглія). Втім до Верхнього Єгипту, звідки 1764 року відновив свою владу в Каїрі. У 1765 року відправив у заслання до Хіджазу Абд ар-Рахман-бея.

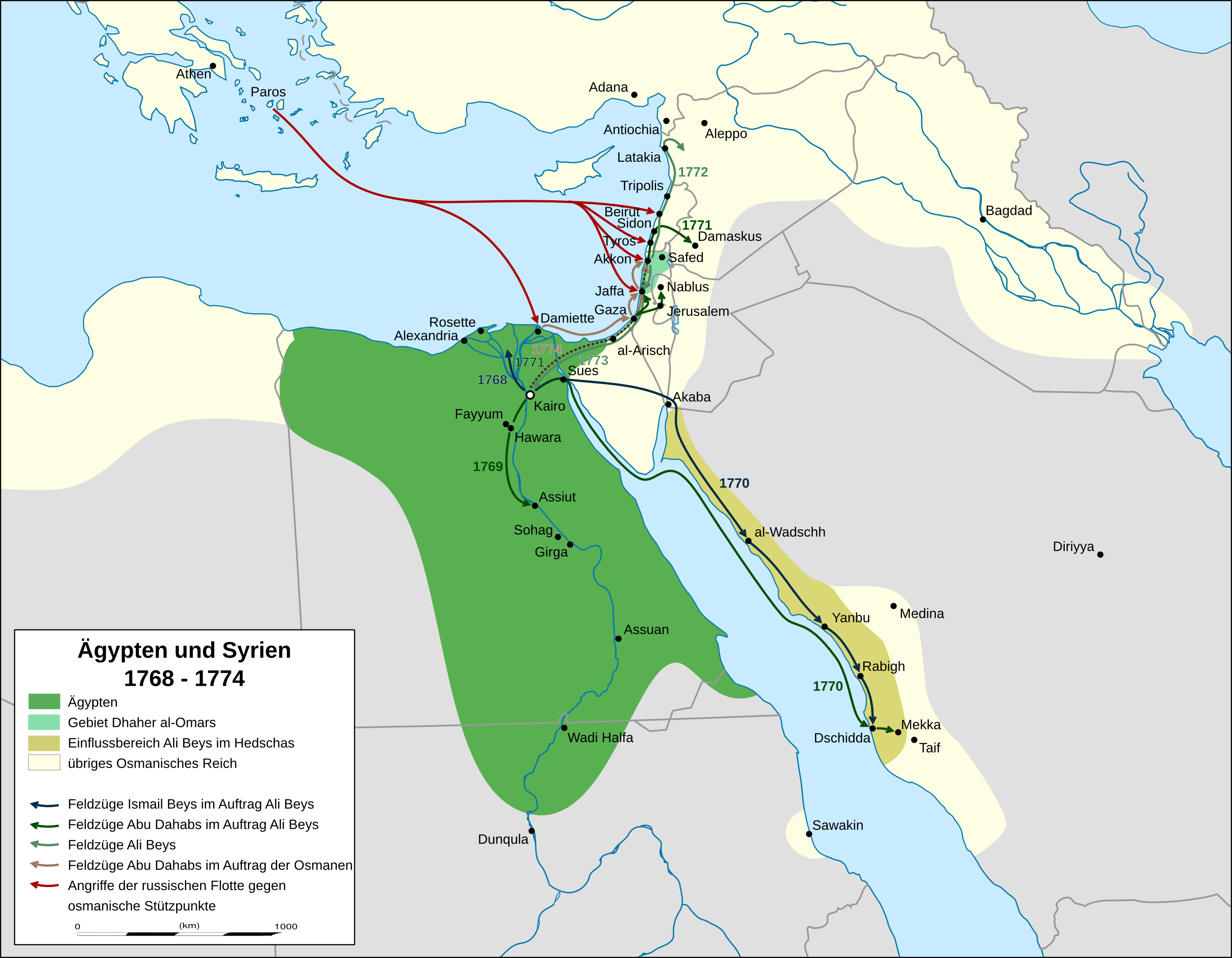
Володіння Алі-бея

У вересні 1768 році знищив корпус яничар у Єгипті та завдав поразки Саліх-бею, останньому голові клану аль-Касимійя. Відтак розпочав створення регулярної армії. У листопаді 1768 році розірвав васальні відносини з Османською імперією, вислав османського бейлербея Ракім Мехмед-пашу. Невдовзі затверджений у ранзі паші та посаді бейлербея. Проте припинив виплату данини Стамбулу. 1769 року завдав поразки Хафіз Ахмед-паші Кепрюлю, якого призначили новим бейлербеєм Єгипту. Також придушив повстання у Верхньому Єгипті. Успішним діям Алі-бея сприяло те, що основні війська були спрямовані на війну з Російською імперією.
1770 року оголосив про свою незалежність, прийнявши титул султана. Того ж року здійснив похід до Джидди, приєднавши цей еялет разом з містом Мекка до своїх володінь. Решту завадила нова ситуація в Передній Азії.
У 1771 році уклав військовий союз із командувачем ескадри російського флоту Олексієм Орловим. Останній сприяв у наступі єгипетських військ в Палестині та Сирії. Того ж року захоплено Дамаск, але зайняти Алеппо не вдалося через спротив яничарів.
У 1772 році єгипетська армія під орудою Мухаммад-бея Абу аль-Дахаба, близького друга Алі-бея, повстала і виступила в похід на Єгипет. Алі-бей був повалений і втік до свого союзника Захіра аль-Умара в Палестині. Алі-бей попросив допомоги в російського флоту й разом із Захіром відвоював Дамаск із Південною Сирією.
У 1773 році Алі-бей повернувся до Єгипту й спробував повернути собі владу, але в травні у битві біля Саліха (в східній частині дельти Нілу) зазнав поразки, був поранений і полонений. Помер того ж року в каїрській в'язниці.